# Significant Other
Significant Other je druhé album americké kapely Limp Bizkit, vydané v roce 1999.
Oproti debutu (Three Dollar Bill, Yall$) zabočili Limp Bizkit do mainstreamových vod. Hip-hopová rytmika zůstala, mnohdy je ale změkčená a typická spíše pro komerční hip-hop. Kytarové party od Wese Borlanda dostaly více prostoru, takže zní více nabroušeně, nicméně skladby jsou více melodické a Fred Durst se jim přizpůsobuje – více zpívá, méně řve a celkově používá více svůj civilní projev. Což většině lidí nevadilo, protože alba se za první týden prodalo více než 634 000 kousků, což je slušné číslo. Mezi hosty se mihly v té době velice vlivné osobnosti jako Aaron Lewis nebo třeba Jonathan Davis. Album získalo hodně[ujasnit] ocenění.

## Skladby
1. Intro 0:37
2. Just Like This 3:35
3. Nookie 4:49
4. Break Stuff 2:46
5. Re-Arranged 5:54
6. I'm Broke 3:59
7. Nobody Like You 4:20
8. Don't Go Off Wandering 3:59
9. 9 Teen 90 Nine 4:36
10. N 2 Gether Now 4:49
11. Trust? 4:59
12. No Sex 3:54
13. Show Me What You Got 4:26
14. A Lesson Learned 2:40
15. Outro 7:18